# Зиновьев, Валерий Анатольевич
Валерий Анатольевич Зиновьев (род. 25 августа 1958, Кош-Тегирмен) — актёр, режиссёр, педагог.
В 1981 году окончил Ленинградский институт театра, музыки и кино (класс Народного артиста РСФСР З. Я. Корогодского).
С 1981 по 1991 год — актёр Ленинградского ТЮЗа.
Затем актёр и режиссёр театра «Для детей и молодёжи», актёр и режиссёр независимого театрального проекта «Открытие», директор школы искусств «Театральная семья» имени З. Я. Корогодского до 2008 г, актёр театра «Поколений», актёр и режиссёр музыкально-драматического театра «Северная Венеция», педагог Высшей школы режиссёров и сценаристов в Санкт-Петербурге.
Дипломы за лучшую мужскую роль на Международном фестивале «Рождественский парад»: 2010 — «После Чехова» (реж. Людмила Манонина) за роль Андрея Прозорова, 2011 — «Жили-Были» (реж. Людмила Манонина) за роль отца. Международный фестиваль «LUDI» 2013 года в Орле — «Лучшая мужская роль» молодёжного жюри в спектакле «Жили-Были» (реж. Людмила Манонина). Х юбилейный фестиваль «Монокль» 2015 года — победитель Валерий Зиновьев за спектакль «ЖИЛИ-БЫЛИ» Театральной Компании Ковчег, режиссёр Людмила Манонина-Петрович.